# Shin Megami Tensei IV
Shin Megami Tensei IV (真・女神転生IV?, Shin Megami Tensei Fō) (abbreviato anche in Smt 4 o Smt IV) è un videogioco di ruolo sviluppato da Atlus per il Nintendo 3DS. È stato pubblicato in Giappone e negli Stati Uniti nel 2013 e in Europa nel 2014. È il quarto capitolo della serie principale di Megami Tensei, nonostante non abbia collegamenti di trama con i capitoli precedenti.

## Modalità di gioco
In Shin Megami Tensei IV il giocatore controlla Flynn, un samurai che possiede l'abilità di reclutare demoni che lo possono aiutare in battaglia.
Il giocatore può vedere sullo schermo superiore del Nintendo 3DS il nemico, mentre nello schermo inferiore lo stato del proprio party, che é composto dal giocatore (Flynn) e 3 demoni, più talvolta un assistente.
Vincere battaglie permette al giocatore di guadagnare esperienza (per salire di livello) e macca, la valuta del gioco, che può essere usata per comprare equipaggiamento e oggetti.
Nel caso in cui il giocatore perda una battaglia può spendere macca per tornare in vita a prima della battaglia persa; se il giocatore si rifiuta di pagare o non possiede abbastanza macca, tornerà nel menu principale.

## Trama

### Ambientazione
Shin Megami Tensei IV è ambientato in un mondo separato dal resto degli altri giochi della serie, anche se presenta le stesse abilità e gli stessi demoni dei giochi precedenti. I due luoghi principali sono il Regno Orientale di Mikado, una società feudale ispirata all'Europa medievale e segretamente controllata dagli angeli, e Tokyo, una città moderna racchiusa in una cupola rocciosa e dominata dai demoni. In precedenza agli eventi del gioco, quando Tokyo divenne una roccaforte demoniaca e fu minacciata dalla distruzione per mano degli angeli, un membro della Tokyo's Counter-Demon Force riuscì a placare l'ira di un dio di nome Masakado, fondendosi con lui per creare la cupola che ancora oggi protegge Tokyo, e sulla quale è costruita Mikado. Dopo la creazione della cupola, passano vent'anni a Tokyo, equivalenti a mille anni a Mikado, e quanto resta della tecnologia di Tokyo, studiata dalla chiesa di Mikado come "reliquie mistiche", resta sparso per tutta la landa.
Il giocatore veste i panni di un Samurai, reincarnazione del salvatore di Tokyo; il nome default del Samurai è Flynn, e come tutti gli altri protagonisti della serie Megami Tensei è muto e possiede un comportamento determinato dalle scelte del giocatore. Ad accompagnare Flynn nel suo viaggio ci sono tre suoi compagni, ognuno dei quali rappresenta un allineamento morale principale: Jonathan rappresenta l'Ordine, Walter rappresenta il Caos e Isabeau rappresenta la via di mezzo. Tra gli altri personaggi principali troviamo Burroughs (assistente IA di Flynn), Lilith (un potente demone di Tokyo) e Issachar (amico d'infanzia di Flynn).

### Sinossi
Il gioco inizia con Flynn e il suo amico Issachar che viaggiano verso il castello di Mikado, dove si svolgerà una prova per diventare Samurai: guardiani del regno che affrontano e controllano allo stesso tempo i demoni. Mentre Issachar fallisce la prova, Flynn riesce nell'impresa e viene presentato agli altri candidati, tra cui Walter, Jonathan, Isabeau e Navarre (personaggio minore che diventerà alleato del protagonista nel sequel). I nuovi apprendisti Samurai ricevono dei guanti elettronici che contengono delle IA senzienti che li assisteranno nella missione; quella di Flynn, Burroughs, lo sostiene per tutto il gioco con i suoi consigli.
Dopo l'iniziazione, il regno di Mikado viene a conoscenza di una figura femminile che si fa chiamare il "Samurai Nero", la quale distribuisce libri scritti per "diffondere la conoscenza e la saggezza"; alcuni abitanti di Mikado, tra cui Issachar, si trasformano in demoni dopo aver letto i libri durante incontri chiamati "Sabbath"; i Samurai sono quindi chiamati ad affrontare questi nuovi demoni e il Samurai Nero. Una volta ripristinato l'ordine (che comporterà anche l'uccisione di Issachar), ai Samurai viene quindi incaricato di inseguire il Samurai Nero, direttasi a Tokyo, che giace sotto Mikado. Flynn, Isabeau, Walter e Jonathan percorrono dunque un tunnel che li porta in cima a un grattacielo, e scoprono che Tokyo è coperta da una gigantesca cupola di roccia che la racchiude in una notte perpetua, e Mikado si trova sulla sua superficie.
Durante la ricerca del Samurai Nero, il quartetto affronta vari tipi di nemici: oltre ai demoni che infestano Tokyo, si trovano anche gli Ashura-kai, un'organizzazione yakuza che controlla la città, dandole una parvenza d'ordine, e l'Anello di Gaia, un culto esoterico che venera il suo capo, una donna di nome Yuriko. Il gruppo scopre che il Samurai Nero è la stessa Yuriko, la quale si rivela essere un demone il cui vero nome è Lilith e il cui scopo è portare il caos nel Regno Orientale di Mikado, minando la sua struttura legata all'ordine e alla stagnazione. Inoltre, Lilith riesce a convincere Walter che gli Ashura-kai vadano eliminati e che Tokyo venga completamente dominata dai demoni. Successivamente, i quattro Samurai vengono incaricati da Sorella Gabby, membro della chiesa di Mikado, di salvare gli arcangeli Uriele, Raffaele e Michele da Tokyo; compiuta la missione, Gabby rivela di essere l'arcangelo Gabriele, e riesce a convincere Jonathan che Lilith va eliminata. Flynn, e quindi il giocatore, può scegliere se schierarsi con Jonathan o Walter, ma a prescindere dalla scelta entrambi entrambi gli intenti vanno in porto: sia l'Anello di Gaia di Lilith sia gli Ashura-kai vengono sconfitti, e i demoni invadono Tokyo tramite il reattore Yamato, una fonte di energia che collega dimensioni parallele. Flynn, Jonathan e Walter esplorano due linee temporali diverse a Tokyo: una in cui domina l'ordine, e un'altra in cui il caos regna sovrano, ma dove in entrambi i casi la reincarnazione precedente di Flynn ha perso la vita.
Una volta visto entrambi i mondi alternativi, viene calcolato un punteggio basato sulle decisioni etiche intraprese da Flynn nel corso del gioco, e a seconda del punteggio verrà deciso se Flynn percorrerà sentiero dell'Ordine, quello del Caos o quello Neutrale, la cosiddetta Terza Via. In aggiunta, il giocatore ha l'opzione di assecondare la volontà dei Bianchi, personificazioni della disperazione umana che desiderano il completo oblio, i quali chiedono a Flynn di distruggere il reattore Yamato, e di conseguenza cancellare l'universo intero.
Jonathan si allea con i quattro arcangeli, i "nuovi leader" di Mikado, e si sacrifica fondendosi con loro per diventare Merkabah, il carro di Dio. Walter invece si allea con Hikaru, una ragazza incontrata dai Samurai durante il viaggio e che in realtà è Lucifero, il più potente dei demoni, sotto mentite spoglie; i due infine si fondono nel Lucifero originale al fine di distruggere Mikado. Se Flynn sceglie il sentiero dell'Ordine, e quindi di stare dalla parte di Jonathan/Merkabah, si dovrà affrontare Lucifero come boss finale; una volta sconfittolo, Merkabah e Jonathan decideranno di togliersi la vita per distruggere il reattore Yamato in modo che solo Tokyo venga cancellata e Mikado non venga mai più corrotta. Se invece Flynn decide di stare dalla parte di Walter/Lucifero, e quindi di seguire il sentiero del Caos, il boss finale sarà Merkabah; una volta sconfitto, i due distruggeranno Mikado, e in seguito inizieranno una nuova guerra contro Dio. In entrambi i casi, prima che si affronti il boss finale, Isabeau tenterà di fermare il protagonista per salvare l'umanità intera, e una volta sconfitta si toglierà la vita.
Nel caso invece Flynn percorra il sentiero Neutrale, egli si alleerà con Isabeau per affrontare Merkabah e Lucifero, ottenendo anche l'aiuto del dio Masakado. Sconfitto Merkabah, Isabeau evacua la popolazione di Mikado trasferendola a Tokyo, mentre una volta sconfitto Lucifero Masakado utilizza tutto il suo potere per assimilare ed eliminare la cupola protettiva, cancellando Mikado e riportando la luce a Tokyo. Le due fazioni di umanità sono così ricongiunte in una Tokyo finalmente unita.

## Sequel
Il gioco ha ricevuto un sequel chiamato: Shin Megami Tensei IV: Apocalypse nel 2016.